# Lago Marcio
Il lago Marcio è un laghetto artificiale situato in alta Valle Brembana nel comune di Branzi.
Costruito nel periodo compreso tra il 1923 ed il 1925, dispone di una portata di 850.000 m³.
La via più breve per raggiungerlo parte da Carona. Sia parte dalla riva del lago sul lato opposto dell'abitato, all'altezza del piazzale con bar antistante. Si prende il sentiero per i Laghi Gemelli, che sale attraverso una pineta ripida incrociando in diversi punti la teleferica dell'Enel, fino a giungere sotto la diga del Lago Marcio. Dopo una breve salita a destra della diga si giunge in vista del lago. 
È possibile percorrerne quasi completamente il perimetro partendo dal lato ovest e fino a nord dove parte il breve sentiero che conduce al Lago Becco.

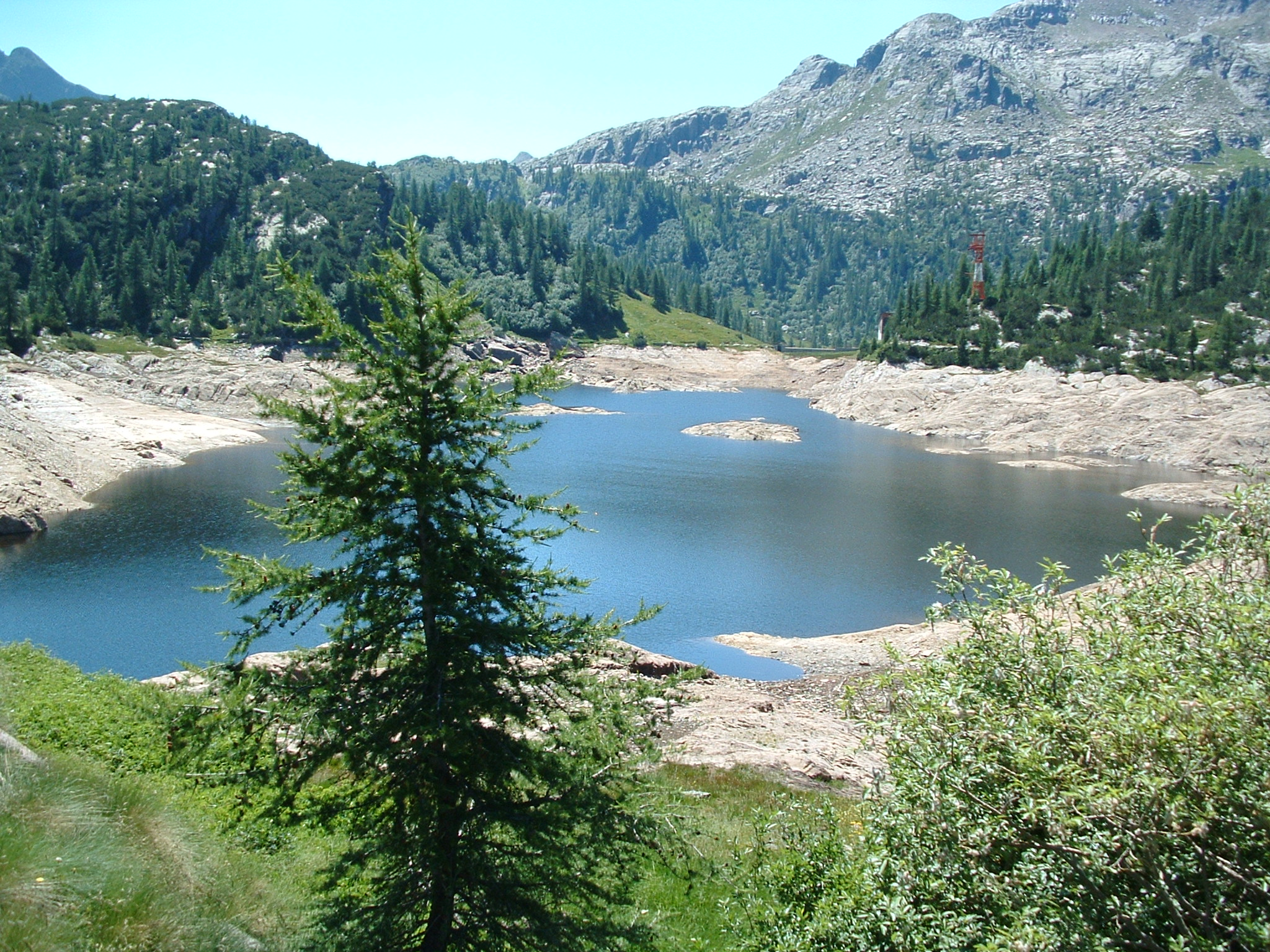
Il Lago Marcio in estate

In inverno inoltrato, quando la crosta di ghiaccio è spessa e il livello lo consente, gli sci-alpinisti lo attraversano in diagonale da ovest a est.